# Jeune Orpheline au cimetière
Jeune orpheline au cimetière est un tableau réalisé par Eugène Delacroix vers 1824, durant ses travaux préparatoires pour son tableau Scène des massacres de Scio. L’œuvre est exposée par Delacroix au Salon de 1824, la même année que la Scène des Massacres de Scio.  
L'œuvre est aujourd'hui conservée au musée du Louvre.